# Palazzo Calini ai Fiumi
Palazzo Calini ai Fiumi è un edificio storico di Brescia, edificato a partire dal XV secolo dalla nobile famiglia dei Calini nell'odierna via Battaglie, tra il popolare quartiere del Carmine e la quadra di san Faustino, all'interno del centro storico nord.
Cessata la sua funzione di dimora privata, ha ospitato dalla fine dell'Ottocento una scuola elementare e a partire dal 2001, dopo aver subito un accurato e lungo restauro, è diventata la sede di giurisprudenza dell'Università degli Studi di Brescia.

## Storia

### Tra Cinquecento e Seicento
Palazzo Calini ai Fiumi è il risultato di un insieme di interventi costruttivi, modifiche architettoniche ed acquisizioni che, susseguitesi nel corso dei secoli e in maniera disomogenea, hanno portato successivamente alla formazione della struttura attuale. Alessandro e Vincenzo, figli di Mariotto Calini, si trasferirono in zone diverse della città: il primo rimase nella casa paterna, mentre il secondo venne ad abitare, probabilmente nel 1570, appunto in questo nuovo palazzo. Il portale d'ingresso della dimora, di chiaro stile cinquecentesco, sarebbe in tal senso un indizio di questo trasferimento, anche se i lavori dovettero procedere piuttosto lentamente. Per questa motivazione, Vincenzo morì prima di poter vedere la fabbrica della dimora ultimata.
Il palazzo, con tutta probabilità, dovette essere ultimato sulla fine del Cinquecento: infatti, sembra che Rutilio, figlio del defunto Vincenzo, avesse sposato Nostra Calini e, in seguito ai lasciti testamentari compiuti di generazione in generazione, la struttura venne ampliata sulla base del gusto del tempo. In ogni caso, la stessa dimora nobiliare seguì, nel corso dei secoli, le vicende della famiglia Calini.

### Il palazzo tra Ottocento e Novecento
La struttura nobiliare passò in eredità al conte Muzio Calini che, morto nel 1875 senza eredi, lasciò volontà testamentaria di cedere per intero, al comune di Brescia, le sue ingenti proprietà: tra di esse figurava appunto il palazzo Calini di via delle Battaglie, che fu sin da subito riutilizzato dalla municipalità come scuola elementare.

## Descrizione

### Esterno
La facciata del palazzo, rimaneggiata nel corso dell'Ottocento, non presenta elementi decorativi degni di particolare menzione. Il portale, in ogni caso, è piuttosto semplice e di epoca cinquecentesca: esso consiste di un arco a tutto sesto sostenuto da due lesene ioniche. Nei pennacchi del portale sono inoltre inseriti due semplici tondi in marmo rosso. Proprio sulla facciata del palazzo il consiglio comunale, a seguito del lascito testamentario, ha fatto collocare una lapide celebrativa decorata da una raffigurazione di Muzio Calini, con la seguente iscrizione in bassorilievo:
nelle umane lettere versatissimo 

che in morte il cospicuo retaggio a Brescia largiva 

il Municipio 

decretava pigliasse nome da lui questa scuola 

aperta nella sua casa avita 

a perpetua memoria.»
Negli ambienti interni del palazzo si incontrano tre cortili: uno di più modeste dimensioni è situato a sud ed è il più interno; quello a nord, invece, è stato completamente rimaneggiato nel tempo ed ospitava in origine gli ambienti delle scuderie, della servitù e altri servizi. Il cortile di mezzo è dei tre il più nobile, tant'è che viene definito da Fausto Lechi come il «grande cortile d'onore racchiuso fra tre lati del palazzo». Questo stesso cortile, inoltre, venne modificato nel corso del Cinquecento: i suoi tre lati vennero infatti raggruppati in un'unica struttura semplice ed uniforme, dotata di finestre a rado e cornicione.
In compenso, nei lati est ed ovest vennero aperti due eleganti porticati, rispettivamente di quattro e di cinque campate: i capitelli di queste sezioni sono realizzati in un elegante stile ionico rinascimentale per la fascia scannellata, mentre sopra il portico orientale v'è una loggia anch'essa di cinque campate. Essa è arricchita da una semplice balaustra ed è scandita allo stesso modo da cinque campate, stavolta però ad architrave.

### Interno
Per salire al piano superiore ci sono due scaloni, uno realizzato all'inizio del XVIII secolo e dotato di due rampe: rispettivamente una lunga ed una formata da due rampe più corte, recano una balaustra in pietra nel senso nord-est ed un'altra ancora nel lato ovest. Il primo scalone conduce alla loggia del piano superiore, su cui si affacciava un tempo il salone della dimora, di cui si possono notare ancora le grandi travi lignee. Al di là di questo ambiente si incontrano due stanze dotate di travetti tipicamente settecenteschi; la volta, infine, presenta decorazioni a stucco.
Come si evince dalla volta d'ingresso, invece, l'altro scalone è risalente al 1781: chiuso in basso da un elegante cancello in ferro battuto, esso presenta, lungo le sue due rampe e ballatoio, un'altrettanto pregevole ringhiera, anch'essa realizzata in ferro battuto e di gusto prettamente neoclassico: nelle pareti di questo ambiente sono presenti decorazioni due finte prospettive e nicchie, nelle quali figurano le finte statue di Apollo, Minerva, Giunone e Flora. Al di sopra, invece, sono riscontrabili decorazioni pittoriche con festoni, fiori e girali; negli ovali delle sette soprapporte, invece, sono presenti altre divinità classiche.
Proseguendo, la porta del ballatoio verso nord immette nell'adiacente galleria, anch'essa decorata negli stessi anni dello scalone: la medesima galleria, nondimeno, presenta un apparato decorativo privo di volute o elementi architettonici esagerati; nel complesso, infatti, si tratta di una decorazione piuttosto leggera che avvolge dei medaglioni in un monocromo violaceo, in cui sono raffigurati eventi mitologici alludenti a Zeus ed Era, raffiguranti troneggianti su una porta al centro. Le tre sale che danno sulla galleria, inoltre, presentano delle volte decorate in maniera analoga, seppure siano presenti soltanto elementi ornamentali.
Muovendosi sempre dal ballatoio dello scalone, ma stavolta procedendo verso mezzodì, si incontrano svariate salette con eleganti decorazioni e specchiere della fine del Settecento. In seguito, dopo queste stanze, si giunge negli ambienti che ospitavano l'alcova del palazzo, danneggiati nel corso del tempo e irreparabilmente manomessi: il vano dell'ambiente e la stanza stessa presentano una finissima decorazione risalente alla fine del Settecento. In merito, Fausto Lechi ha osservato che potrebbe essere stata «condotta da un abile artista forse veneziano». Sono inoltre presenti altre decorazioni pittoriche a tema mitologico negli altri soffitti, con anche raffigurazioni della Gerusalemme liberata in due soprapporte ovali.

## Galleria d'immagini

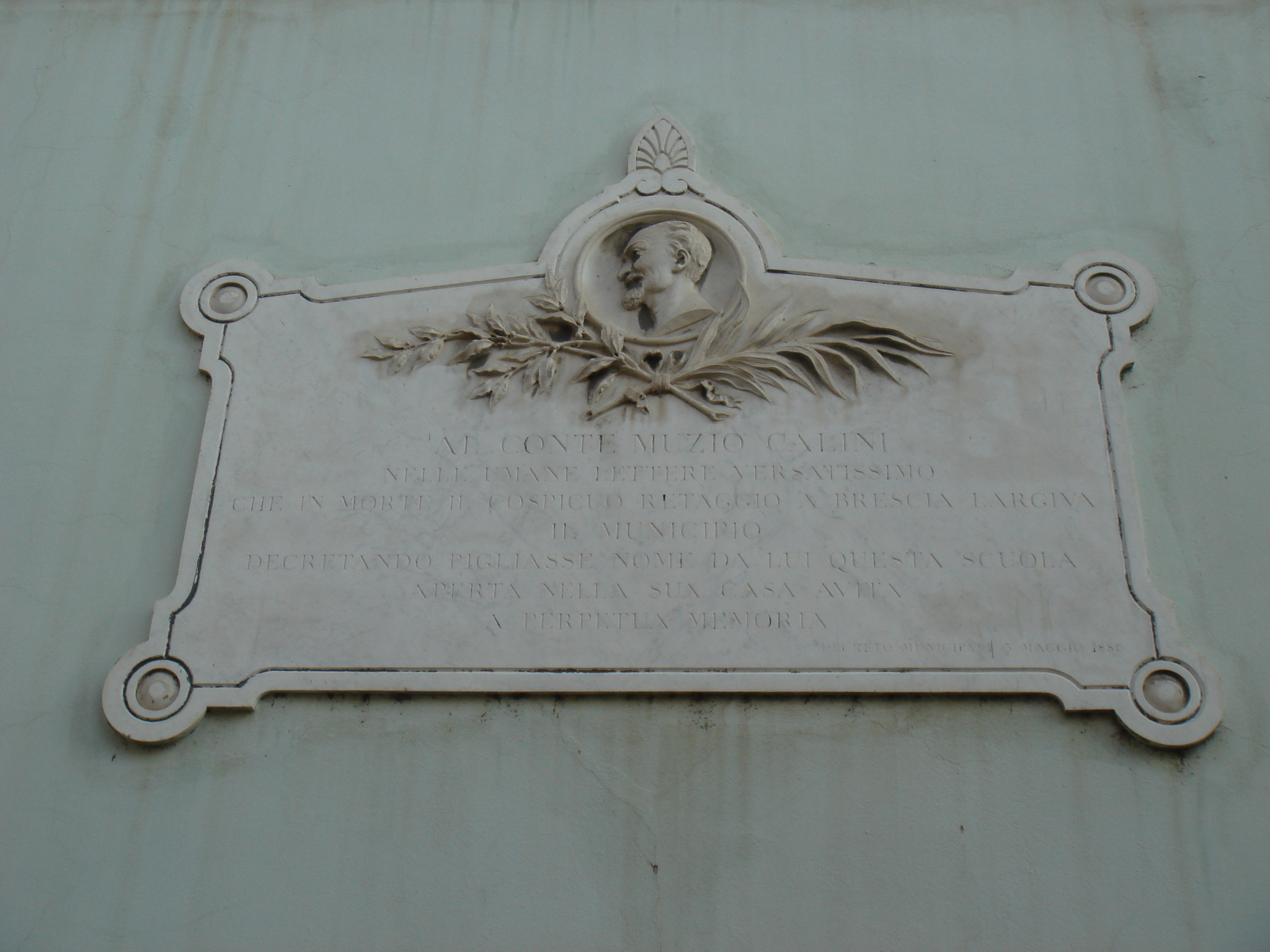
Dettaglio della lapide commemorativa del conte Muzio Calini
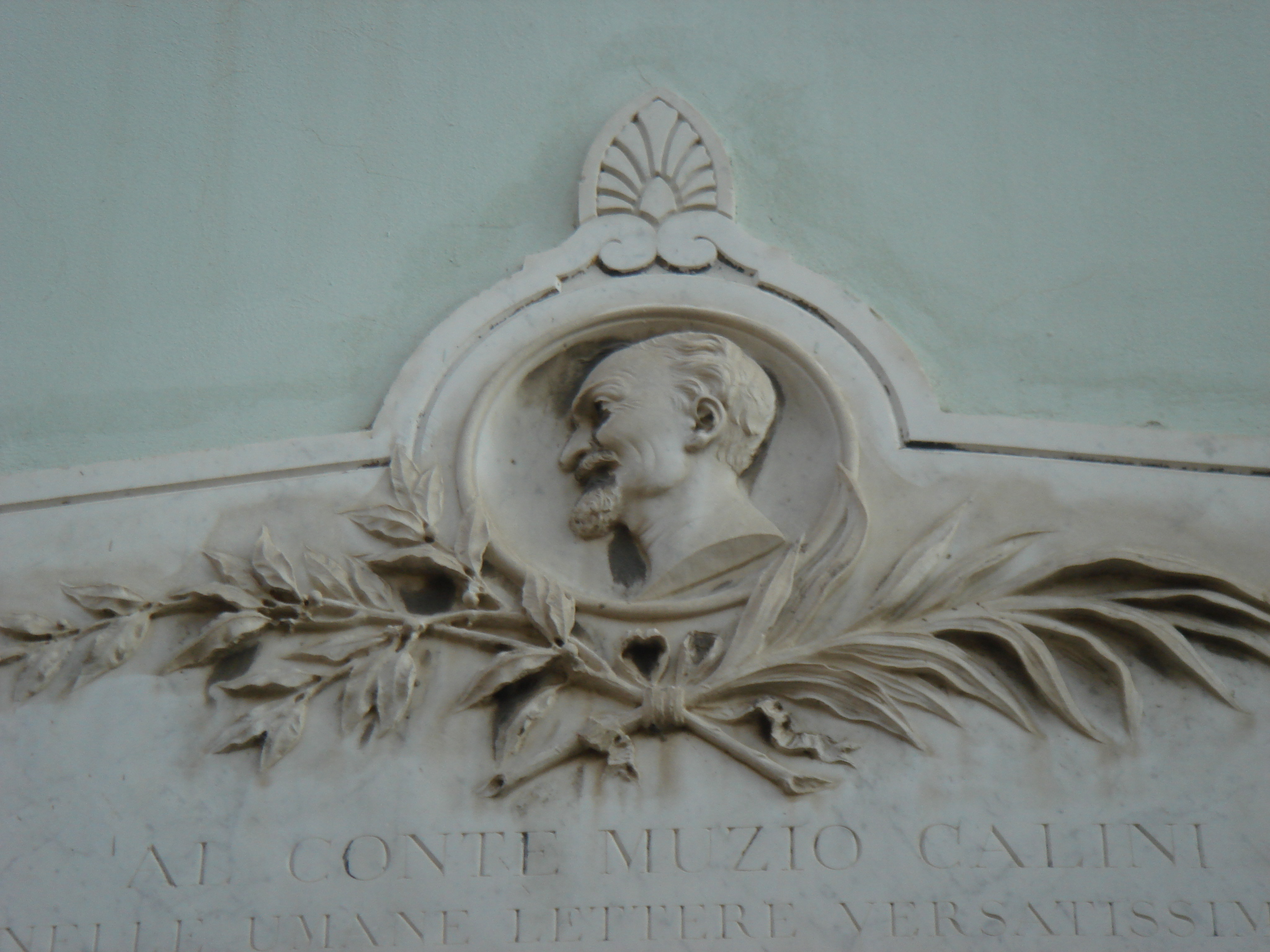
Particolare della raffigurazione di Muzio Calini